# Intra-frame
En el contexto de la compresión de vídeo, Intra-frame hace referencia a la técnica de codificación que explota la redundancia espacial que existe en una imagen mediante un análisis frecuencial de la misma. La diferencia con la codificación inter-frame reside en que la compresión, ya sea con pérdidas o sin ellas, se va a efectuar con la información que contiene la imagen actual que se está procesando y no en relación con cualquier otra imagen de la secuencia de vídeo. La codificación intra-frame, conjuntamente con la inter-frame, genera las imágenes I, P y B que forman parte del grupo de imágenes (GOP). Las imágenes I o intra-frame, que son las generadas por dicha codificación, contienen principalmente los coeficientes transformados resultantes del proceso de la DCT y no necesitan de información adicional para ser decodificadas. Esto significa que requieren la codificación de gran cantidad de datos.

## Procesos involucrados
Los siguientes procesos describen las técnicas de compresión utilizadas en la codificación intra-frame. Muchas de estas técnicas se emplean en gran variedad de estándares de codificación como, por ejemplo, MPEG-2. En el diagrama de bloques siguiente se pueden observar los diferentes pasos:

### Transformación
En primer lugar, la imagen se divide en macrobloques, de 8x8 píxeles usualmente, que serán codificados por separado utilizando la Transformada de coseno discreta (DCT). De este modo, la redundancia espacial será eliminada transformando la señal en un nuevo espacio donde su representación es más compacta (está mejor decorrelada). La transformación de la señal definida por la imagen, B(x,y), implica la comparación de cada bloque de la imagen con los diferentes componentes que definen el espacio transformado (espacio base de la DCT). La altas frecuencias implican bajas amplitudes de los coeficientes transformados, mientras que las bajas frecuencias implican amplitudes mayores.

### Promediado: tablas de cuantización
Una vez obtenidos los coeficientes transformados de cada píxel del macrobloque, se pueden promediar, o no, mediante tablas de cuantización (Q) cuyos valores resultan de estudios psicovisuales. Estas tablas son solo una recomendación, su uso supondrá una degradación de la calidad de la imagen ya que se perderán los coeficientes transformados del bloque de menor valor (energía). Dicho de otra manera, las zonas del bloque con altas frecuencias contienen diversos coeficientes a 0. De este modo se consigue comprimir la imagen, en mayor o menor medida, ya que se reduce el número de bits para cada coeficiente (la reducción puede variar para cada coeficiente). Dicha compresión puede ser controlada usando diferentes valores de la tabla, kQ con k>1.

### Barrido
El siguiente paso es leer los coeficientes transformados que serán transmitidos, y ordenarlos de tal manera que cuando los reciba el receptor, éste sepa donde va cada coeficiente con el fin de realizar la DCT inversa. Dichos coeficientes serán los que contienen la mayor parte de la energía de la señal. Típicamente se utiliza el barrido "Zigzag" que lee los coeficientes siguiendo un patrón determinado en forma de zig-zag. Es decir, va leyendo en diagonal en lugar de por filas o columnas como sería lo habitual. La siguiente imagen muestra como se realiza la lectura y ordenación de los coeficientes de una imagen:
K=1 case: 56, –14, 1, 0, –1, 3, –1, –1, EOB
K=2 case: 28, –7, 1, 0, –1, 1, EOB

### Codificación entrópica
Como resultado del proceso de cuantificación existirán muchos valores a 0 para transmitir, por este motivo se utilizará codificación de longitud fija (RLC) para transmitir el número de ceros en vez de cada cero uno a uno. Dicho de otro modo, enviará una palabra código única en vez de una cadena de ceros. Además se llevará a cabo una codificación de longitud variable (VLC) que usa palabras código más cortas para los valores que más frecuentemente aparecen.